# (21054) Ojmjakon
(21054) Ojmjakon est un astéroïde de la ceinture principale.

## Description
(21054) Ojmjakon est un astéroïde de la ceinture principale. Il fut découvert le 15 novembre 1990 à La Silla par Eric Walter Elst. Il présente une orbite caractérisée par un demi-grand axe de 3,01 UA, une excentricité de 0,10 et une inclinaison de 11,6° par rapport à l'écliptique.